# 希氏環宇海龍
希氏環宇海龍（学名：Cosmocampus hildebrandi），为輻鰭魚綱棘背魚目海龍魚科的其中一種，分布於西大西洋區的美國佛羅里達州東部及南部海域，體長可達10公分，棲息在水淺的海草床，卵胎生。